# Matrimonio igualitario en Aguascalientes
El matrimonio igualitario es legal en el estado mexicano de Aguascalientes de acuerdo con un fallo de la Suprema Corte de Justicia de la Nación del 2 de abril de 2019 que señala que la prohibición estatal del matrimonio entre personas del mismo sexo viola los artículos 1 y 4 de la Constitución Política de México. La sentencia entró en vigencia a partir de su publicación en el Diario Oficial de la Federación el 16 de agosto de 2019, legalizando el matrimonio entre personas del mismo sexo en Aguascalientes.

## Historia legal

### Antecedentes
La Suprema Corte de Justicia de la Nación dictaminó el 12 de junio de 2015 que las prohibiciones estatales sobre el matrimonio entre personas del mismo sexo son inconstitucionales en todo el país. El fallo de la corte se considera una "tesis jurisprudencial" y no invalidó las leyes estatales, lo que significa que las parejas del mismo sexo a las que se niega el derecho a casarse aún tendrían que buscar amparos individuales en la corte. El fallo estandarizó los procedimientos para que los jueces y tribunales de todo México aprueben todas las solicitudes de matrimonios entre personas del mismo sexo e hizo obligatoria la aprobación.
En mayo de 2014, el matrimonio de Manuel Alejandro Gutiérrez Flores y José Javier Rodríguez Rivero solicitaron un amparo contra el registro civil de la ciudad de Aguascalientes luego de que éste rechazara su solicitud de licencia de matrimonio. La pareja impugnó la constitucionalidad de los artículos 143, 144 y 313bis del Código Civil. El artículo 143 define el matrimonio como "la unión de un hombre y una mujer", y el artículo 313bis define de manera similar el concubinato entre "un hombre y una mujer". El artículo 144 caracterizó el matrimonio como una institución cuyo fin era "perpetuar la especie". El amparo fue aprobado por un tribunal el 29 de agosto de 2014 y la pareja se casó el 3 de septiembre de 2014, convirtiéndose en la primera pareja del mismo sexo en casarse en Aguascalientes.
Una pareja de lesbianas, Susana Ortega Guzmán y Mariana Martín Aguirre, interpusieron un recurso de amparo en mayo de 2014 y recibieron sentencia favorable el 2 de septiembre de 2014. Se casaron el 21 de agosto de 2015. El 1 de septiembre de 2014, Julián Elizalde Peña, coordinador de la organización Colectivo SerGay de Aguascalientes, anunció que se solicitó un tercer amparo. Elizalde Peña anunció que el 13 de octubre de 2014 estaban pendientes dos amparos más. En diciembre de 2016 se concedió un amparo para contraer matrimonio a otra pareja del mismo sexo, y el 25 de enero de 2017 otro fue otorgado por el Juzgado Cuarto de Distrito a una pareja de lesbianas. En noviembre de 2017 los tribunales aprobaron cuatro amparos más por el derecho al matrimonio entre personas del mismo sexo. Para diciembre de 2017, 14 parejas del mismo sexo se habían casado en el estado; ese número aumentó a 23 en 2018, todos a través del recurso de amparo.

### Propuestas legislativas
Un proyecto de ley de unión civil fue propuesto por primera vez en Aguascalientes en 2010 por la diputada Nora Ruvalcaba Gámez. La medida habría establecido una institución legal con varios de los derechos, beneficios, obligaciones y responsabilidades del matrimonio. La oposición del Partido Revolucionario Institucional (PRI) y del Partido Acción Nacional (PAN) paralizó su paso al Congreso.
En septiembre de 2014, el diputado Cuauhtémoc Escobedo Tejada del Partido de la Revolución Democrática (PRD) anunció que el gobernador Carlos Lozano de la Torre presentaría un proyecto de ley de unión civil y posiblemente un proyecto de ley de matrimonio entre personas del mismo sexo al Congreso del Estado de Aguascalientes. Escobedo Tejada anunció además que si Lozano de la Torre no presentaba un proyecto de ley, lo haría él mismo. El 4 de noviembre de 2014, Escobedo Tejada presentó una propuesta de unión civil al Congreso, definiendo la unión civil como "vivir juntos, formar un patrimonio, tener hijos si lo desean y hacer frente a las situaciones que se presentan para una pareja". Una iniciativa ciudadana para el matrimonio entre personas del mismo sexo se presentó al Congreso unas semanas antes de su proyecto de ley. El 21 de noviembre de 2014 se inició el debate sobre tres iniciativas con diferentes esquemas para el matrimonio y las uniones civiles.
El 15 de junio de 2016, Martha Márquez Alvarado, diputada del Partido Acción Nacional, indicó que estaba preparando otra propuesta de unión civil y que la presentaría al Congreso cuando estuviera lista. En abril de 2017, la Comisión Estatal de Derechos Humanos anunció que presentaría un nuevo proyecto de ley de matrimonio entre personas del mismo sexo, y en octubre de 2017 se presentó al Congreso otro proyecto de ley de matrimonio por parte de la diputada perredista Josefina Moreno Pérez. En abril de 2018, el Partido Acción Nacional, que tenía la mayoría de los escaños en el Congreso de Aguascalientes, anunció que se opondría a todos los proyectos de ley sobre el matrimonio entre personas del mismo sexo y las uniones civiles, y que no permitiría audiencias legislativas sobre ninguno de ellos.

### Acción de inconstitucionalidad (2018-2019)
En 2018, la Comisión Nacional de los Derechos Humanos presentó una acción de inconstitucionalidad (expediente 40/2018) contra los artículos 143, 144 y 313bis del Código Civil. El Congreso de Aguascalientes había enmendado recientemente la ley de familia del estado, pero al hacerlo no derogó la prohibición del estado sobre el matrimonio entre personas del mismo sexo. La Comisión aprovechó esta oportunidad para interponer la acción de inconstitucionalidad.
El 2 de abril de 2019, el pleno de la Suprema Corte de Justicia de la Nación dictaminó por unanimidad que los tres artículos en cuestión eran nulos e inconstitucionales, determinando que prohibir el matrimonio entre personas del mismo sexo viola los artículos 1 y 4 de la Constitución Política de México. El artículo 1 de la Constitución establece que "cualquier forma de discriminación, basada en el origen étnico o nacional, género, edad, discapacidad, condición social, condiciones médicas, religión, opiniones, orientación sexual, estado civil, o cualquier otra forma, que viole la dignidad humana o pretenda anular o menoscabar los derechos y libertades de las personas, está prohibida”, y el artículo 4 se refiere a la igualdad matrimonial, afirmando que “el hombre y la mujer son iguales ante la ley. La ley protegerá la organización y desarrollo de la familia”. El tribunal también dictaminó que el apartado 1 del artículo 73 de la Ley de Seguridad de Servicios Sociales para los Servidores Públicos era inconstitucional al limitar los beneficios de seguridad social y atención médica a las parejas casadas heterosexuales o que cohabitan.
La sentencia entró en vigor una vez que el Congreso fue notificado oficialmente y luego de su publicación en el Diario Oficial de la Federación el 16 de agosto de 2019. Con anterioridad a esta fecha, el registro civil ya había comenzado a procesar solicitudes de matrimonio de parejas del mismo sexo y emisión de licencias de matrimonio. Una pareja solicitó casarse el mismo día en que se dictó la sentencia y se casaron poco después. El 6 de abril de 2019, una pareja del mismo sexo, juntos desde hace 11 años, se casaron en una ceremonia masónica en la ciudad de Aguascalientes.

## Estadísticas
La siguiente tabla muestra el número de matrimonios entre personas del mismo sexo realizados en Aguascalientes desde la legalización en 2019 según lo informado por el Instituto Nacional de Estadística y Geografía.
| Año  | Mismo sexo | Mismo sexo | Mismo sexo | Distinto sexo | Total | % mismo sexo |
| Año  | Femenino   | Masculino  | Total      | Distinto sexo | Total | % mismo sexo |
| ---- | ---------- | ---------- | ---------- | ------------- | ----- | ------------ |
| 2019 | 44         | 29         | 73         | 6852          | 6925  | 1.05%        |
| 2020 | 37         | 22         | 59         | 4730          | 4789  | 1.23%        |
| 2021 | 58         | 30         | 88         | 6705          | 6793  | 1.30%        |

## Opinión pública
Una encuesta de opinión de 2017 realizada por Gabinete de Comunicación Estratégica encontró que el 50% de los residentes de Aguascalientes apoyaba el matrimonio entre personas del mismo sexo, mientras que el 45% se oponía.
Según una encuesta de 2018 del Instituto Nacional de Estadística y Geografía, el 36% del público de Aguascalientes se oponía en aquel momento al matrimonio entre personas del mismo sexo.